# Buy It Now
Buy It Now ist der Debütfilm von Antonio Campos. Er handelt von einer 16-Jährigen, die ihre Jungfräulichkeit über eBay verkauft. Der Film ist in zwei Teile geteilt, wovon der erste im Stil einer Mockumentary gedreht ist. Dieser erste Teil gewann den Filmförderpreis Premier Prix der Cinéfondation.

## Handlung
Der erste Teil  zeigt einen nicht chronologischen Zusammenschnitt mehrerer Selbstaufnahmen Megans. Megan ist ein 16-jähriges Mädchen aus New York City. In den Aufnahmen zeigt sie Dinge aus ihrem Leben, wie ihr Zimmer und Unterhaltungen, beispielsweise mit ihrer Freundin oder ihrer Mutter. Sie leidet unter der Trennung ihrer Eltern und ritzt sich.
Megan startet auf Zureden ihrer Freundin Stacy eine Anzeige bei eBay, in der sie ihre Jungfräulichkeit versteigern möchte. Sie geht auf ein Angebot von einem Peter ein, der ihr 2.000 Dollar bietet. Da sie noch minderjährig ist, behauptet sie bereits neunzehn Jahre alt zu sein.
Sie hat mit Peter Sex und bekommt das Geld. Die nächste Szene ist zwei Wochen später. Darin wird ein Selbstmordversuch gezeigt. Megan schneidet sich die Pulsadern auf, ruft jedoch ihre Mutter, sodass sie ins Krankenhaus gebracht werden kann und so überlebt. Anschließende Texteinblendungen erzählen, dass Megan eine Behandlung erfolgreich absolvierte.
Der zweite Teil erzählt die gleiche Geschichte. Nur im erzählenden Stil. So werden verschiedene Kameraeinstellungen benutzt. Aus diesem Grund konnte die Sex-Szene ausführlicher dargestellt werden.